# آب‌تلخ فیلگاه
آب‌تلخ فیلگاه، روستایی از توابع بخش مرکزی شهرستان کهگیلویه در استان کهگیلویه و بویراحمد ایران است.

## جمعیت
این روستا در دهستان دهدشت غربی قرار دارد و براساس سرشماری مرکز آمار ایران در سال ۱۳۸۵، جمعیت آن زیر سه خانوار بوده‌است.